# キンドゥ
キンドゥ（仏: Kindu）は、コンゴ民主共和国の都市。マニエマ州の州都として人口およそ20万人である。標高およそ500 m、ブカブの西約400 kmにあり、ルアラバ川（英語）の河畔に位置する。

## 概要
コンゴ東部に位置し、コンゴ川の支流に面する河港都市である。水上交通は船舶がおよそ300km北のウブンドゥまで航行でき、この都市の南に瀑布があって以南が航行不可能のため、キンドゥは長く交通の要所であった。鉄路は南から走る鉄道の終着駅で、沿線に鉱業の町のKalemie、Kamina、Kanangaが続く。また、2200m滑走路を備えた空港もあり、国内線が発着する。

## 歴史

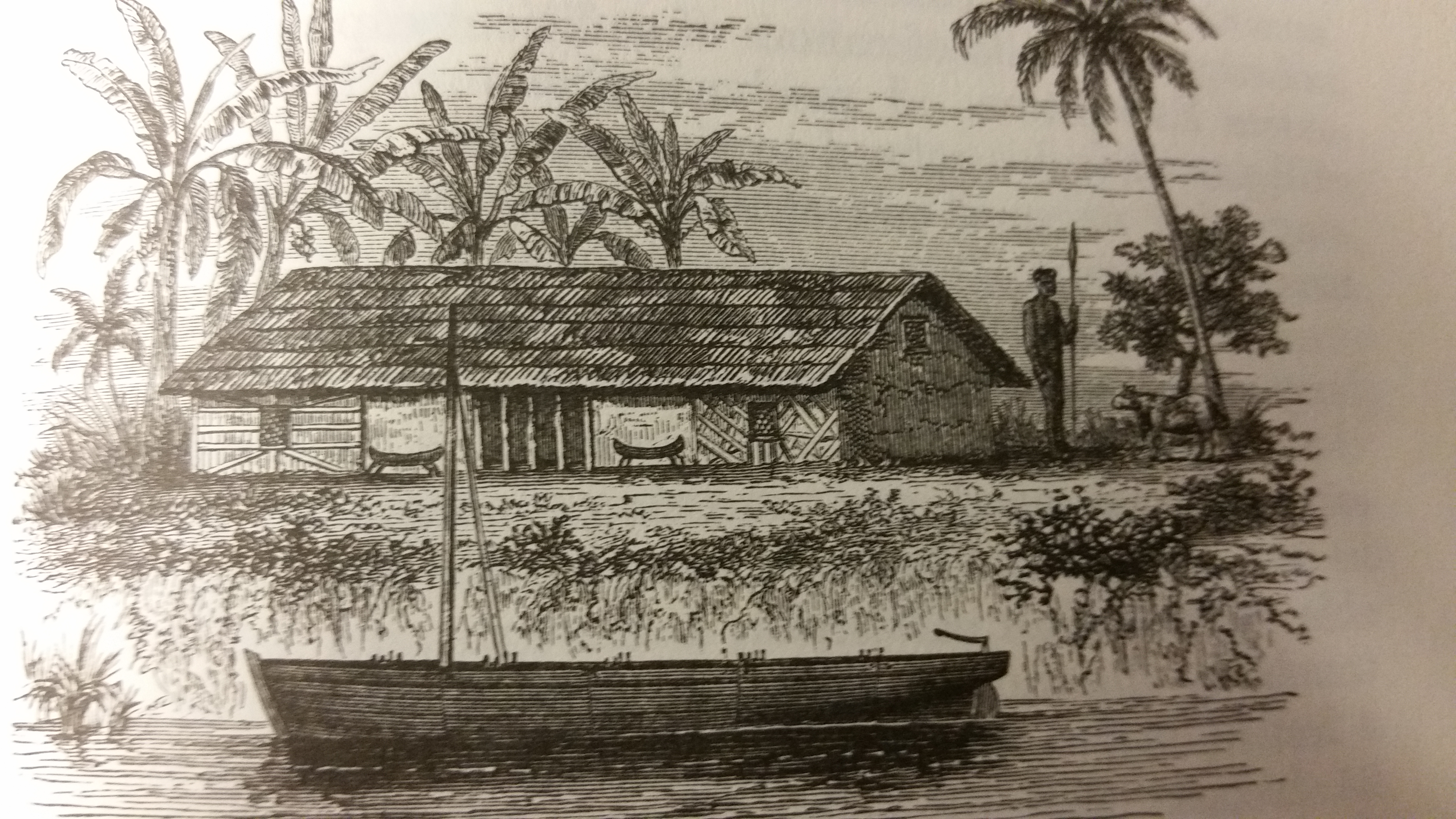
スタンレーが見た時代の「コンドゥ」

キンドゥは19世紀には金や象牙、奴隷を取引する交易拠点として栄えており、1860年代頃からアラブ人やスワヒリの奴隷商人たちも盛んにザンジバルと交易を行った。この過程でイスラム教やスワヒリ文化がキンドゥに浸透することになった。
ヘンリー・モートン・スタンリー（英語）は1876年12月5日に「この見過ごせない街」に行き着くと、目にした景色を「広い街路は幅が30フィート (9.1 m)で全長2マイル (3.2 km)」に伸びた「実に細長い都市」であり、「街を取り巻くバナナと椰子の木立」を楽しんでいる。
1961年11月にコンゴ危機下でキンドゥ虐殺事件が発生した。モブトゥ・セセ・セコの治世には旧キヴ州マニエマ 郡の中心都市であった。 

## 地理
南緯2度57分、東経25度55分に位置し、平均標高は450mである。

## 人口統計
都市人口は概数で14万人から20万人 とされる。国内の他の都市と同様、住民の大多数はキリスト教徒で、住民の半分弱はカトリック信徒である、1割弱が聖公会で洗礼を受けている 。ムスリムのごく小さなコミュニティもある。

## 経済

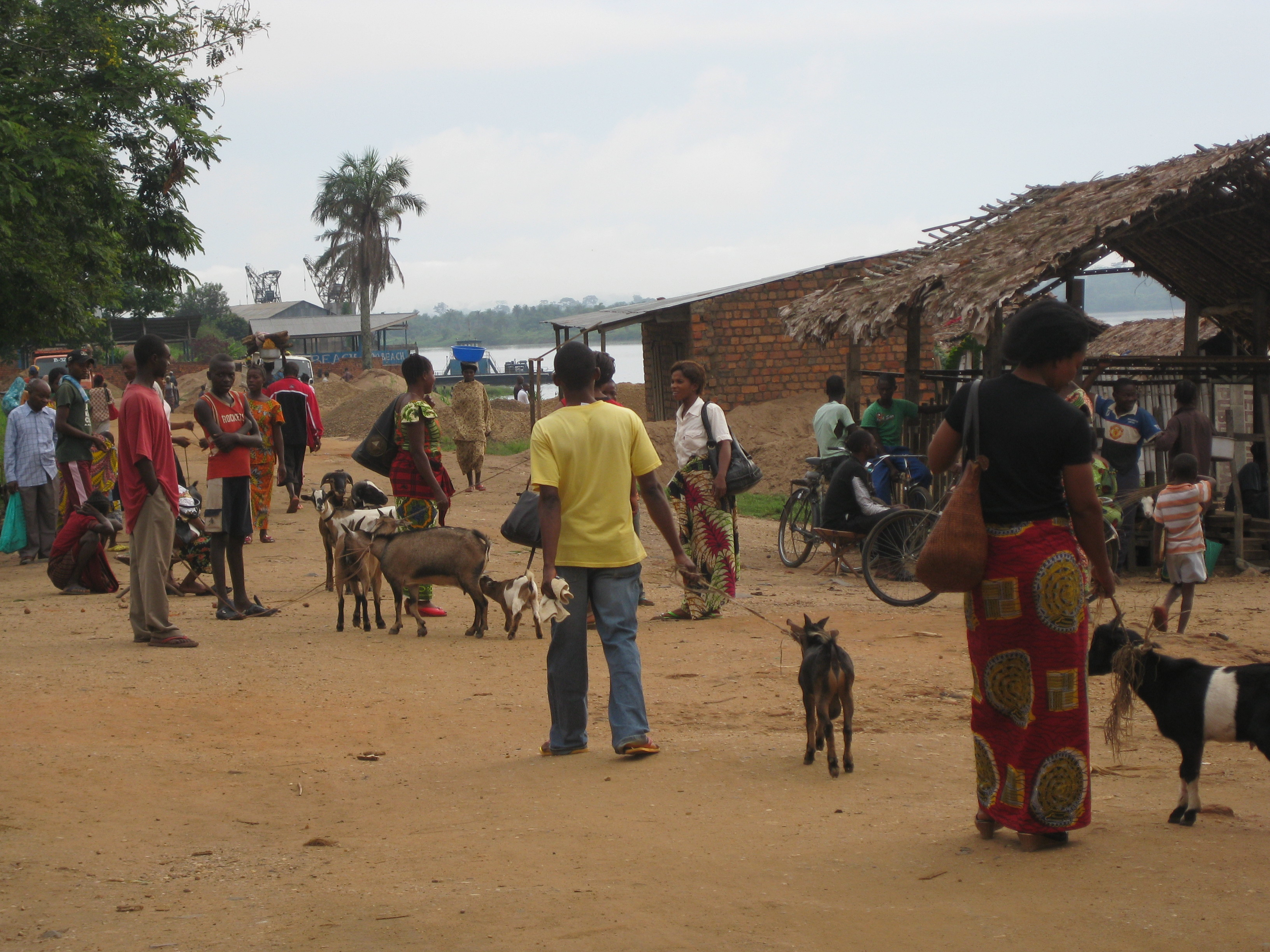
市場にひつじを売りにいた人々

週内の主な経済活動は鉱業である。郊外でダイヤモンドと銅鉱石、金鉱石とコバルトを産出する。キンデゥには定期市が立ち、市内各所に店舗がある。

## 市政当局と政治
州都としてキンドゥには、州議会ならびに行政府の要職が揃う。

## 交通

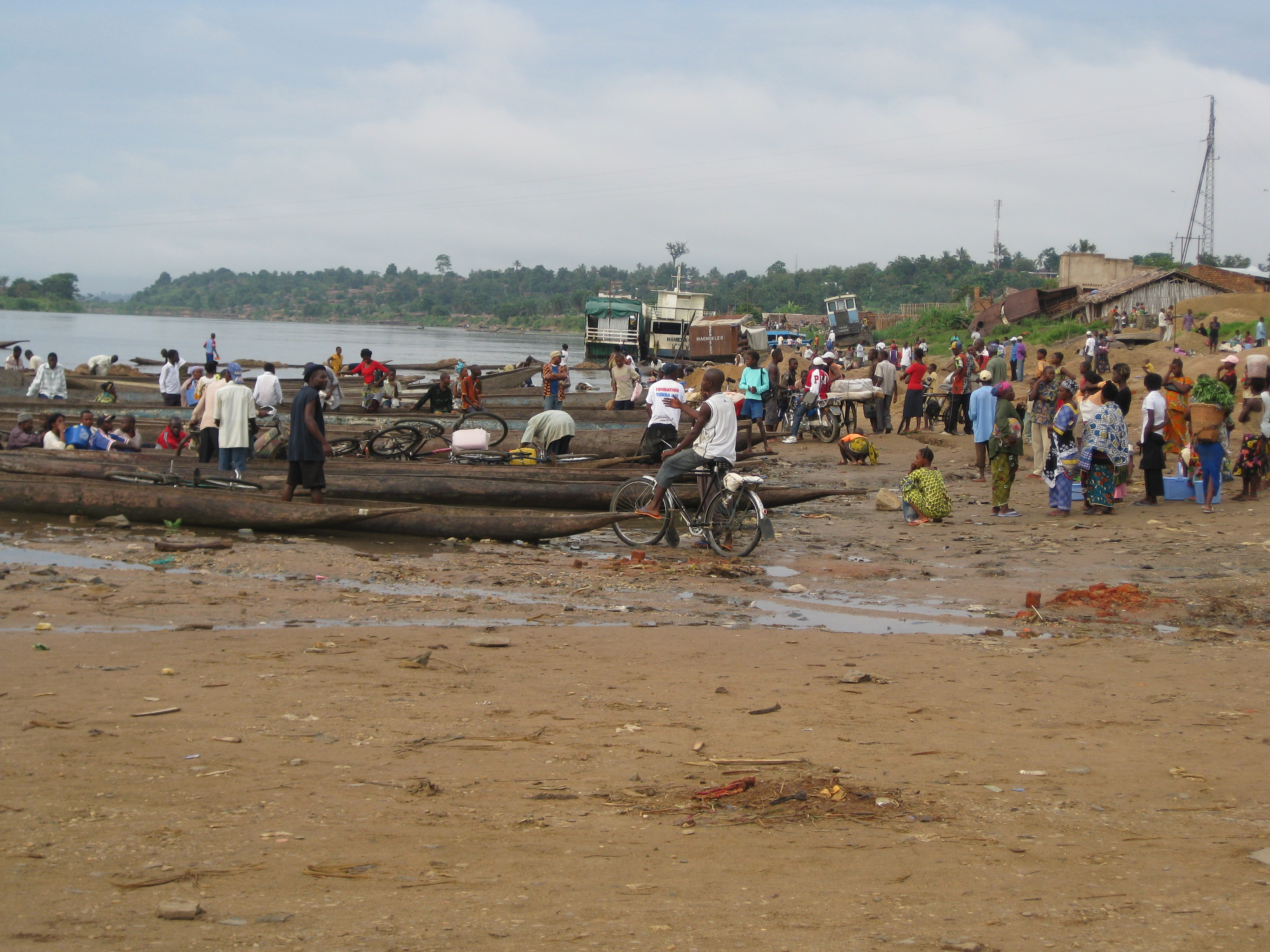
キンドゥの川港

キンドゥ空港（英語）が利用できる。域外からの商品は空路、ゴマやブカブ、キンシャサから運ばれてくる。
交通手段にはコンゴ鉄道もあり、ここ終着駅からカレミやルブンバシ、イレボまで南下する。
コンゴ川の支流Lualaba 川（英語）の西岸に川港を置く。
道路網は国道31（N31）が街を通り、幹線州道508（R508）と連絡する。ミニアマ州内の道路はいずれも未舗装で、一般に路面状態は優れない。

## 教育
初等教育、中等教育の施設があり、高等教育はキンドゥ大学を構える。公用語はスワヒリ語。

## 気候
サバナ気候の都市として（ケッペンの気候区分「Aw」）と熱帯モンスーン（Am）に接し、6月、7月に短い乾季を迎える。
| キンドゥの気候         | キンドゥの気候 | キンドゥの気候 | キンドゥの気候 | キンドゥの気候 | キンドゥの気候 | キンドゥの気候 | キンドゥの気候 | キンドゥの気候 | キンドゥの気候 | キンドゥの気候 | キンドゥの気候 | キンドゥの気候 | キンドゥの気候 |
| 月                     | 1月            | 2月            | 3月            | 4月            | 5月            | 6月            | 7月            | 8月            | 9月            | 10月           | 11月           | 12月           | 年             |
| ---------------------- | -------------- | -------------- | -------------- | -------------- | -------------- | -------------- | -------------- | -------------- | -------------- | -------------- | -------------- | -------------- | -------------- |
| 平均最高気温 °C （°F） | 30 (86)        | 31 (87)        | 31 (87)        | 31 (87)        | 31 (88)        | 31 (87)        | 29 (84)        | 30 (86)        | 31 (87)        | 31 (87)        | 31 (87)        | 30 (86)        | 31 (87)        |
| 平均最低気温 °C （°F） | 21 (70)        | 21 (69)        | 21 (70)        | 21 (70)        | 21 (70)        | 20 (68)        | 19 (67)        | 20 (68)        | 20 (68)        | 21 (69)        | 21 (69)        | 21 (70)        | 21 (69)        |
| 雨量 cm （inch）       | 180 (7)        | 150 (6)        | 193 (7.6)      | 157 (6.2)      | 107 (4.2)      | 30 (1.2)       | 33 (1.3)       | 71 (2.8)       | 109 (4.3)      | 157 (6.2)      | 198 (7.8)      | 208 (8.2)      | 1,593 (62.8)   |
| 出典：Weatherbase      |                |                |                |                |                |                |                |                |                |                |                |                |                |